# Gare d'Essert-Pittet
La gare d'Essert-Pittet est une gare ferroviaire située sur le territoire de la commune suisse de Chavornay, au niveau de la localité d'Essert-Pittet, dans le canton de Vaud.

## Situation ferroviaire
Établie à 438,2 mètres d'altitude, la gare d'Essert-Pittet est située au point kilométrique 29,67 de la ligne du Pied-du-Jura, entre les gares de Chavornay (en direction de Lausanne) et Épendes (vers Olten).
Elle est dotée de deux voies bordées par deux quais latéraux.

## Histoire
La gare d'Essert-Pittet a été inaugurée bien après la mise en service du tronçon de Bussigny à Yverdon-leur-Bains de la ligne du Pied-du-Jura en 1932.

## Service des voyageurs

### Accueil
Gare des CFF, elle dispose d'un abri sur chaque quai et d'un automate pour l'achat de titres de transport.
La gare n'est pas accessible aux personnes à mobilité réduite.

### Desserte
La gare fait partie du réseau RER Vaud qui assure des liaisons rapides à fréquence élevée dans l'ensemble du canton de Vaud. Essert-Pittet est desservie chaque heure dans chaque sens par la ligne R1 qui relie Grandson à Lausanne (et à Cully du lundi au vendredi).

### Intermodalité
La gare d'Essert-Pittet n'est en correspondance avec aucune autre ligne de transports publics. Il existe toutefois un arrêt de bus nommé Essert-Pittet, gare servant exclusivement aux services de substitutions